# Marc Guéhi
Marc Guéhi, né le 13 juillet 2000, est un footballeur international anglais qui évolue au poste de défenseur à Crystal Palace.

## Biographie

### En club
Le 25 septembre 2019, Marc Guéhi joue son premier match sous le maillot de Chelsea à l'occasion de la réception de Grimsby Town en Coupe de la Ligue anglaise (victoire 7-1).
Le 10 janvier 2020, Guéhi est prêté à Swansea City jusqu'à la fin de la saison. Il prend part à quatorze matchs avec le club gallois avant de retrouver Chelsea à l'issue de la saison.
Le 26 août 2020, le défenseur anglais est renvoyé en prêt à Swansea City, cette fois pour une durée d'une saison.
Le 18 août 2021, de retour à Chelsea après son prêt de 18 mois dans le club Gallois, il signe un contrat de cinq ans avec Crystal Palace contre la somme de 23 millions d’euros.

### En équipe nationale
Guéhi participe au championnat d'Europe des moins de 17 ans en 2017 avec l'équipe d'Angleterre. Il joue six matchs en tant que capitaine, et l'Angleterre atteint la finale de cette compétition.
Quelques mois plus tard, il dispute la Coupe du monde des moins de 17 ans. Guéhi joue sept matchs lors de ce tournoi que l'Angleterre remporte.
Guéhi participe au tournoi Maurice Revello avec l'équipe des espoirs d'Angleterre en 2019.
En juin 2024, il fait partie de la liste des 26 joueurs convoqués par Gareth Southgate pour disputer l'Euro 2024.

## Vie personnelle
Il est chrétien évangélique . En décembre 2024, il écrit sur son maillot « J’aime Jésus », puis « Jésus t’aime » .

## Statistiques
| Saison                | Club                  | Championnat           | Championnat | Championnat | Championnat | Coupe nationale | Coupe nationale | Coupe nationale | Coupe de la Ligue | Coupe de la Ligue | Coupe de la Ligue | Supercoupe | Supercoupe | Supercoupe | Compétition(s) continentale(s) | Compétition(s) continentale(s) | Compétition(s) continentale(s) | Compétition(s) continentale(s) | Play-offs | Play-offs | Play-offs | Total | Total | Total |
| Saison                | Club                  | Division              | M.          | B.          | P.d.        | M.              | B.              | P.d.            | M.                | B.                | P.d.              | M.         | B.         | P.d.       | Comp.                          | M.                             | B.                             | P.d.                           | M.        | B.        | P.d.      | M.    | B.    | P.d.  |
| 2019-2020             | Chelsea FC            | Premier League        | -           | -           | -           | -               | -               | -               | 2                 | 0                 | 0                 | -          | -          | -          | -                              | -                              | -                              | -                              | -         | -         | -         | 2     | 0     | 0     |
| 2019-2020             | Swansea City (prêt)   | Championship          | 12          | 0           | -           | -               | -               | -               | -                 | -                 | -                 | -          | -          | -          | -                              | -                              | -                              | -                              | 2         | 0         | 0         | 14    | 0     | 0     |
| 2020-2021             | Swansea City (prêt)   | Championship          | 40          | 0           | 0           | 2               | 0               | 0               | -                 | -                 | -                 | -          | -          | -          | -                              | -                              | -                              | -                              | 3         | 0         | 0         | 45    | 0     | 0     |
| Sous-total            | Sous-total            | Sous-total            | 52          | 0           | 0           | 2               | 0               | 0               | -                 | -                 | -                 | -          | -          | -          | -                              | -                              | -                              | -                              | 5         | 0         | 0         | 59    | 0     | 0     |
| 2021-2022             | Crystal Palace        | Premier League        | 36          | 2           | 1           | 5               | 2               | 0               | 1                 | 0                 | 0                 | -          | -          | -          | -                              | -                              | -                              | -                              | -         | -         | -         | 42    | 4     | 1     |
| 2022-2023             | Crystal Palace        | Premier League        | 37          | 1           | 0           | 1               | 0               | 0               | 2                 | 0                 | 0                 | -          | -          | -          | -                              | -                              | -                              | -                              | -         | -         | -         | 40    | 1     | 0     |
| 2023-2024             | Crystal Palace        | Premier League        | 25          | 0           | 1           | 2               | 0               | 0               | 2                 | 0                 | 0                 | -          | -          | -          | -                              | -                              | -                              | -                              | -         | -         | -         | 29    | 0     | 1     |
| 2024-2025             | Crystal Palace        | Premier League        | 34          | 3           | 2           | 6               | 0               | 0               | 4                 | 0                 | 0                 | -          | -          | -          | -                              | -                              | -                              | -                              | -         | -         | -         | 44    | 3     | 2     |
| 2025-2026             | Crystal Palace        | Premier League        | 1           | 0           | 0           | 0               | 0               | 0               | 0                 | 0                 | 0                 | 1          | 0          | 0          | -                              | -                              | -                              | -                              | -         | -         | -         | 2     | 0     | 0     |
| Sous-total            | Sous-total            | Sous-total            | 133         | 6           | 0           | 14              | 2               | 0               | 9                 | 0                 | 0                 | 1          | 0          | 0          | -                              | -                              | -                              | -                              | -         | -         | -         | 157   | 8     | 0     |
| Total sur la carrière | Total sur la carrière | Total sur la carrière | 185         | 6           | 0           | 16              | 2               | 0               | 11                | 0                 | 0                 | 1          | 0          | 0          | -                              | -                              | -                              | -                              | 5         | 0         | 0         | 218   | 8     | 0     |

## En sélection nationale
| Saison                | Sélection             | Phases finales        | Phases finales | Phases finales | Phases finales | Éliminatoires | Éliminatoires | Éliminatoires | Ligue des Nations | Ligue des Nations | Ligue des Nations | Matchs amicaux | Matchs amicaux | Matchs amicaux | Total | Total | Total |
| Saison                | Sélection             | Compétition           | M              | B              | Pd             | M             | B             | Pd            | M                 | B                 | Pd                | M              | B              | Pd             | M     | B     | Pd    |
| --------------------- | --------------------- | --------------------- | -------------- | -------------- | -------------- | ------------- | ------------- | ------------- | ----------------- | ----------------- | ----------------- | -------------- | -------------- | -------------- | ----- | ----- | ----- |
| 2021-2022             | Angleterre            | -                     | -              | -              | -              | -             | -             | -             | 2                 | 0                 | 0                 | 1              | 0              | 0              | 3     | 0     | 0     |
| 2022-2023             | Angleterre            | -                     | -              | -              | -              | 2             | 0             | 0             | -                 | -                 | -                 | -              | -              | -              | 2     | 0     | 0     |
| 2023-2024             | Angleterre            | Euro 2024             | 6              | 0              | 1              | 3             | 0             | 0             | -                 | -                 | -                 | 3              | 0              | 0              | 12    | 0     | 1     |
| 2024-2025             | Angleterre            | -                     | -              | -              | -              | 1             | 0             | 0             | 5                 | 0                 | 1                 | -              | -              | -              | 6     | 0     | 1     |
| Total sur la carrière | Total sur la carrière | Total sur la carrière | 6              | 0              | 1              | 6             | 0             | 0             | 7                 | 0                 | 1                 | 4              | 0              | 0              | 23    | 0     | 2     |

## Palmarès

### En club
Crystal Palace
- Coupe d'Angleterre
  - Vainqueur : 2025
- Community Shield
  - Vainqueur : 2025

### En sélection
- Angleterre -17 ans :
  - Vainqueur de la Coupe du monde des moins de 17 ans en 2017.
  - Finaliste du championnat d'Europe des moins de 17 ans en 2017.